# Tetovo
För andra betydelser, se Tetovo (olika betydelser).
Tetovo (makedonska: Тетово [ˈtɛtɔvɔ] lyssna (fil), albanska: Tetova eller Tetovë) är en stad i kommunen Tetovo i nordvästra Nordmakedonien. Staden ligger vid Šarbergens fot och floden Pena rinner genom Tetovo. Nära staden ligger skidorten Popova Šapka. Tetovo hade 63 176 invånare vid folkräkningen år 2021.
Av invånarna i Tetovo är 69,12 % albaner, 23,59 % makedonier, 3,14 % romer och 2,92 % turkar (2021).